# Ramberto Primadizzi
Ramberto Primadizzi, spesso indicato con il cognome Polo (anche Ramperto o Alberto e Primaticcio; Bologna, metà del Duecento – novembre 1308), è stato un vescovo cattolico italiano.

## Biografia
Appartenente alla nobile casata dei Primadizzi, legata alla fazione guelfa dei Geremei (loro parenti), non si conoscono i nomi dei genitori. Spesso è indicato semplicemente come Ramperto de Bononia, il che ha creato non pochi equivoci con personalità dal nome simile. A partire dal Sei-Settecento gli eruditi veneziani, sulla base di un'iscrizione un tempo presente nel Palazzo Patriarcale, gli assegnarono il cognome Polo, ancora utilizzato dagli storici moderni.
Entrò nell'ordine domenicano in giovanissima età. È citato per la prima volta in un testamento del 1268, con cui ereditò cinque lire di bolognini per acquistare dei libri. Studiò in seguito a Parigi, dove nel 1288 ricoprì la carica di baccelliere, e non si può escludere che sia stato allievo di Tommaso d'Aquino.
Nel 1291 fu deputato del Capitolo generale di Palencia quale definitore per la provincia di Lombardia. Tornato a Parigi, ebbe la licentia docendi e per qualche anno insegnò teologia quale magister actu regens (1295-99).
Tornato in Italia (con al seguito numerosi familiares, a testimoniare il prestigio raggiunto), tra il 1299 e il 1302 fu più volte voluto dall'Inquisizione come consultore, sia per l'officium di Pavia, sia per quello di Bologna. Nel 1300 papa Bonifacio VIII lo chiamò, con il confratello e vescovo di Bologna Giovanni Savelli, ad assistere il giudice Guido da Vicenza nel processo postumo contro Armanno Pungilupo, presunto eretico venerato come santo.
Nel 1301 divenne priore del convento di San Domenico a Bologna e fu favoritissimo nell'elezione a generale dell'Ordine, ma la sua nomina fu ostacolata dall'ostilità del cardinale domenicano Niccolò Boccassini (futuro papa Benedetto XI). Già nel 1288, in occasione del Capitolo provinciale di Rimini, il prelato trevigiano, allora provinciale della Lombardia, aveva agito contro il Primadizzi, limitandone il potere giuridico.
Nominato priore del convento domenicano dei Santi Giovanni e Paolo a Venezia, fu protagonista di un acceso scontro con il clero secolare della diocesi di Castello, capeggiato dal vescovo Bartolomeo II Querini, sui diritti funerari. La diatriba nacque con la morte di Agnese, moglie di Andrea detto Zeno, la quale fu sepolta, come da sue disposizioni, nella chiesa dei frati predicatori; questo in spregio a una costituzione del Querini, che scomunicò i domenicani. Il Primadizzi, ritenendo di essere sottratto alla potestà vescovile perché soggetto alla sola sede apostolica, si rivolse al papa e al suo legato apostolico Matteo d'Acquasparta. Dopo una serie di vicissitudini giudiziarie, intervenne direttamente papa Bonifacio VIII, il quale sentenziò che entrambe le parti fossero assolte dalle accuse reciproche, obbligandole a pagare le spese di notifica dell'assoluzione. In sostanza, il pontefice trovò un compromesso, evitando di schierarsi nei problematici rapporti tra clero secolare e ordini mendicanti.
Il 20 febbraio 1303 fu proprio il Primadizzi ad essere nominato dal papa successore del nemico alla diocesi di Castello. Pochi giorni dopo la Sede apostolica gli permise di contrarre un mutuo di 1500 fiorini d'oro, per fini non noti.
Del suo episcopato, molto breve, si sa poco. Durante il suo governo furono messe in atto alcune iniziative volte a disciplinare le strutture e il clero della sua diocesi, fenomeno che coinvolse invero tutta la Chiesa veneziana del periodo. Al 1305 risale il primo nucleo del catasto vescovile di Castello, in cui venivano registrate le contribuzioni che le chiese della diocesi versavano al vescovo. Inoltre, fu definito un giuramento di fedeltà e obbedienza verso il vescovo cui dovevano attenersi i nuovi preti e i nuovi diaconi. Nello stesso anno indisse un sinodo diocesano. 
Questa politica provocò certamente dei malumori e la tradizione, non confermata dalle fonti storiche, afferma che il Primadizzi sia morto assassinato nel corso di un'insurrezione popolare, esplosa quando si sarebbe recato a esigere con la forza le decime dal pievano di San Pantalon, che ne era stato esentato dal vescovo precedente. L'episodio sarebbe stato all'origine dei dissidi tra le due fazioni rivali dei Castellani e Nicolotti e avrebbe lasciato traccia nel toponimo Malcanton (fondamenta, rio, callesella del) a Santa Margherita.
Fu sepolto nel convento dei Santi Giovanni e Paolo.